# محسون جلال
محسون بهجت جلال (1936- 2002)، اقتصادي وأكاديمي سعودي، يُعد من أبرز الاقتصاديين السعوديين، ومن روّاد التنمية الصناعية السعودية، ومن أوائل رجال الأعمال الذين آمنوا بالقطاع الصناعي بصفته مستقبل الاقتصاد في المملكة، وأول اقتصادي سعودي بيّن وفسَّر أوليات التنمية، وهو مبتكر مفهوم (زراعة البترول)، الذي يعني استثمار العائد النفطي في التنمية الصناعية، الاجتماعية، والزراعية، كي يتم من خلالها خلق فرص اقتصادية جديدة، أنشأ صندوق التنمية السعودي، وأسس شركة التصنيع الوطنية؛ أول شركة سعودية مساهمة في القطاع الصناعي، وصاحب أول مركز استشاري يقدم خدماته للقطاع الخاص، كما سبق له أن طرح فكرة غير مسبوقة في السعودية وهي إمكانية تصنيع الورق محليًا رغم قلة الموارد، وذلك عبر إنشاء غابة صناعية في الرياض، وهو أول من مثّل المملكة في صندوق النقد الدولي، وله عدد من المؤلفات أبرزها كتاب (زراعة البترول) الذي كتب نص غلافه له غازي القصيبي.

## النشأة والتعليم
محسون جلال من مواليد سنة 1936 في نجران. وقد أحرز شهادة الثانوية العامة في سنة 1956 من مدرسة الرحمانية الثانوية في مكة المكرمة. كما تحصل على الإجازة في الاقتصاد بتفوق من جامعة القاهرة سنة 1961، والدكتوراه في الاقتصاد من جامعة رتجرز بولاية نيوجرزي بالولايات المتحدة الأمريكية، وكان واحدًا من أول ثلاثة مواطنين سعوديين يتخرجون ويعودون إلى المملكة العربية السعودية حاملين معهم درجة الدكتوراه عام 1967.

## الحياة المهنية
بدأ الدكتور محسون جلال حياته المهنية في ميدان التعليم الجامعي حيث عمل أستاذاً بجامعة الملك سعود بالرياض من سنة 1967 إلى سنة 1975 ودرس العلوم الاقتصادية والرياضيات الاقتصادية وعلوم الاقتصاد في القطاعات الصناعية والبترولية وأخيراً إدارة الأعمال.
عُين نائب رئيس وعضواً منتدباً بالصندوق السعودي للتنمية في سنة 1975. ومثل المملكة العربية السعودية لدى صندوق النقد الدولي من سنة 1978 إلى 1981 كمدير تنفيذي.
أنشأ في سنة 1969 أول مكتب سعودي للاستشارات الاقتصادية والتسويقية. وفي القطاع العمومي تقلد منصب مستشار غير متفرغ لدى مركز الأبحاث والتنمية الصناعية من سنة 1969 إلى 1972. وعُين عضواً في اللجنة الفنية للمجلس الأعلى للبترول وعضواً في المجلس الأعلى للخدمة المدنية. وساهم في أنشطة عدة لجان استشارية مكلفة بدراسة أو اقتراح نماذج للسياسات الاقتصادية والاجتماعية.
وكانت للدكتور محسون جلال علاقات وثيقة مع عدة شركات وطنية ودولية في مجالات الاستثمار والتصنيع. وقد تولى رئاسة مجلس إدارة البنك السعودي للاستثمار مدة 5 سنوات، ورئاسة صندوق الأوبيك للتنمية الدولية مدة 3 سنوات، ورئاسة البنك السعودي التجاري المتحد من سنة 1981 إلى سنة 1985، والشركة الشرقية للبتروكيماويات من 1981 إلى سنة 1986، وعضو مجلس إدارة الشركة السعودية للصناعات الأساسية (سابك) من سنة 1975 إلى سنة 1985.
وقام الدكتور محسون جلال بتأسيس شركة التصنيع الوطنية وتولى رئاسة مجلس إدارتها والعضو المنتدب من سنة 1984 إلى سنة 1993. وقد أنشات تلك الشركة عدداً من الشركات للتنمية الصناعية في مجالات مختلفة منها الشركة الوطنية للصناعات الزجاجية (زجاج) التي تولى رئاسة مجلس إدارتها والعضو المنتدب من سنة 1988 إلى سنة 1995، وقامت شركة زجاج بإنشاء مصنعين للقوارير الزجاجية وأكبر مصنع للزجاج المسطح في الشرق الأوسط مشاركة مع شركة «جارديان» الأمريكية باسم شركة «جلف جارد» وتولى رئاسة مجلس إدارتها من 1992 إلى سنة 1995.
اضطلع الدكتور محسون جلال بالمهام التالية:
- عضو مجلس إدارة البنك السعودي العالمي بلندن سنة 1975 - 1999
- رئيس مجلس إدارة الشركة التونسية السعودية للاستثمار الانمائي سنة 1981 - 2000
- رئيس مجلس إدارة شركة منتزه طبرقة 1996 - 2002
- عضو مجلس إدارة ومشرف عام المشاريع في شركة المجموعة السعودية للاستثمار (تونس) 1996 - 2002
- عضو مجلس إدارة ومدير عام الشركة منتزه شواطئ قرطاج (تونس) 1996 - 2002
- رئيس وعضو مجلس إدارة عدد من الشركات الصناعية وشركات الاستثمار.

وبصفته رئيس مجلس إدارة الشركة التونسية السعودية للاستثمار الإنمائي،  قام الدكتور محسون جلال باستقطاب رؤوس أموال سعودية من القطاع الخاص للاستثمار في عدة مشاريع في قطاعات اقتصادية مختلفة في البلاد التونسية كالفنادق والمؤسسات والزراعة والصيد البحري والصناعة والنقل الجوي والخدمات، نخص بالذكر منها:
– شركة تربية الأسماك بجربة.
– الشركة العقارية التونسية السعودية
– مشروع منتزه طبرقة.
– التونسية السعودية للتصدير والتوريد.

## المؤلفات
لديه ثلاثة كتب نُشرت لأسباب مختلفة:
مبادئ الاقتصاد (1974)
كُتب محسون جلال هذا الكتاب أثناء تدريسه علم الاقتصاد في جامعة الملك سعود. وقد وجد محسون أن الكتب الجامعية التي كانت تستخدم في ذلك الوقت تفتقر إلى ما هو مطلوب، لذا قرر تأليف كتاب باللغة العربية عن مبادئ الاقتصاد واستخدامه في التدريس. ومازال هذا الكتاب يستخدم حتى اليوم.
خيار التصنيع (1984)
كتب محسون جلال كتاب خيار التصنيع لقناعته التامة بأن اقتصاد المملكة العربية السعودية لن يتمكن من تحقيق النمو بشكل طبيعي نظرًا لندرة الأراضي الخصبة. وتفيد المبادئ الاقتصادية التقليدية إلى أن أي اقتصاد يمر عبر عدة مراحل مختلفة من النمو، حيث يبدأ من الزراعة حتى يصل إلى مرحلة الإشباع، ثم يتطور إلى المرحلة التالية وهي التصنيع. وقد أشار محسون جلال إلى أنه في ضوء ندرة الأراضي الخصبة في المملكة العربية السعودية، يجب تجاوز مرحلة التنمية الزراعية والتركيز على التصنيع الفوري.
زراعة البترول (1997)
بالرغم من أن هذا الكتاب قد لاقى الكثير من الاهتمام، إلا أن كتابته جاءت بمحض الصدفة البحتة. فقد بدأ الأمر بقيام ابنته صوفي بإعداد دفتر خاص بحياته المهنية يضم العديد من المقالات والمقابلات التي كتبها محسون جلال خلال فترة الستينيات والسبعينيات عندما اكتشف محسون هذا الدفتر قرر جمع المحتوى في كتاب واحد.

## الحياة الشخصية
متزوج وله أربعة أبناء (صوفي محسون جلال، طارق محسون جلال، هاشم محسون جلال، عبد العزيز محسون جلال)
عبد السلام علي الحداد، ابن أخ محسون جلال غير الشقيق علي الحداد الذي رباه محسون جلال وزوجته ميشيل جارين منذ كان عمره 5 سنوات، ويعتبر أحد أفراد أسرة محسون جلال وبمثابة أخ لأبنائه وابنته.

## وفاته
توفي محسون جلال عام 2002 ودُفن في تونس، في سيدي بوسعيد.

## الجوائز التقديرية
- النجمة الذهبية من الدرجة الأولى، تايوان 1976
- تاندا مهابوترا، إندونيسيا 1978
- شيفليه أوردر ناشيونال، مالي 1978
- وسام الجمهورية من الدرجة الأولى، تونس 1985

## روابط خارجية
- قصيدة رثاء للدكتور غازي القصيبي
- التصنيع هو الخيار الأفضل للمستقبل الاقتصادي السعودي
- رؤية 2030
- الملتقى الثقافي لمركز عبد الرحمن السديري 2018 – ضيف الشرف الدكتور محسون جلال
- تكريم الدكتور محسون جلال - تحويل صندوق أوبك من مؤسسة مؤقتة إلى منظمة دولية دائمة يديرها وزراء المالية في الدول الأعضاء